# Louisiella fluitans
Louisiella es un género monotípico de plantas herbáceas de la familia de las poáceas. Su única especie: Louisiella fluitans C.E.Hubb. & J.Léonard, es originaria de África tropical donde se distribuyen en Camerún, Sudán y Zaire.

## Descripción
Son plantas perennes; rizomatosas o decumbentes con culmos herbáceos; ramificada anteriormente. Los nodos de los culmos peludos. Entrenudos de los culmos esponjosos. Las hojas no agregadas basales; no auriculadas. Las láminas se estrechan; sin venación y persistentes. La lígula es una membrana con flecos (muy cortos). Plantas bisexuales, con espiguillas bisexuales; con flores hermafroditas. 

## Taxonomía
Louisiella fluitans fue descrita por C.E.Hubb. & J.Léonard y publicado en Bulletin du Jardin Botanique de l'État à Bruxelles 22: 317. 1952.